# میدل برانچ، میشیگان
شعبه میانی (به انگلیسی: Middle Branch Township) یک منطقهٔ مسکونی در ایالات متحده آمریکا است که در شهرستان اوسکئولا، میشیگان واقع شده‌است.
 شعبه میانی ۹۲٫۰ کیلومتر مربع مساحت و ۸۵۸ نفر جمعیت دارد و ۳۴۰ متر بالاتر از سطح دریا واقع شده‌است.